# Josué González
Pour les articles homonymes, voir González.
González  Cortés est un nom espagnol. Le premier nom de famille, en général paternel, est González ; le second, en général maternel, souvent omis, est Cortés.
Josué González Cortes, né le 9 juillet 1988, est un coureur cycliste costaricien.

## Biographie
Lors du Tour du Costa Rica 2011, il est contrôlé positif au Clostebol et se voit suspendu deux ans par sa fédération.
En 2016, il rejoint la nouvelle équipe Coopenae Extralum, la première équipe continentale costaricien.
Le 17 février 2016, comme trois autres de ses coéquipiers, il est suspendu provisoirement par l'UCI. Il est contrôlé positif à l'ostarine (un stéroïde qui augmente la masse musculaire et est interdit par l'AMA) sur le Tour du Costa Rica 2015,, qu'il a terminé initialement à la troisième place. Début 2017, il est finalement suspendu pendant sept années supplémentaires jusqu'en février 2023.

## Palmarès et résultats

### Palmarès par année
- 2006
  - 2e du championnat du Costa Rica sur route juniors
  - 2e du championnat du Costa Rica du contre-la-montre juniors
- 2008
  - 3e du championnat du Costa Rica du contre-la-montre espoirs
- 2014
  -  Champion du Costa Rica du contre-la-montre
  - 3e du Tour du Costa Rica
- 2015
  -  Champion du Costa Rica du contre-la-montre
  -  Médaillé d'argent du championnat panaméricain sur route
  - 8e du championnat panaméricain du contre-la-montre

### Classements mondiaux
| Année            | 2009 | 2010 | 2011 | 2012 | 2013 | 2014 | 2015 |
| ---------------- | ---- | ---- | ---- | ---- | ---- | ---- | ---- |
| UCI America Tour | 429e | 403e | nc   | nc   | nc   | 35e  | 10e  |